# 웨일스 공비 캐서린
웨일스 공비 캐서린(영어: Catherine, Princess of Wales, GCVO, 1982년 1월 9일~)은 영국의 왕세자 윌리엄의 부인이다. 본명은 캐서린 엘리자베스 미들턴(영어: Catherine Elizabeth Middleton)이며, 보통 케이트 미들턴(영어: Kate Middleton)으로 잘 알려져 있다.
2001년 세인트앤드루스 대학교 재학 중 윌리엄 왕세손을 처음 만났다. 이후 결별과 재회를 반복해오다 2010년 말에 약혼하였으며, 결국 2011년 4월 29일에 혼인식을 올렸다. 결혼과 함께 케임브리지 공작부인의 지위를 받았다. 2022년 9월 8일 찰스 3세가 즉위하면서 웨일스 공비의 지위를 받았다.
캐서린은 영국 패션계에도 큰 영향을 끼치고 있어, 이를 "케이트 미들턴 효과"라 부르기도 한다. 캐서린은 2012년 타임지 선정, 세계에서 가장 영향력 있는 100인 중 한 명이기도 했다.

## 젊은 시절과 가족
캐서린 엘리자베스 미들턴은 1982년 1월 9일 버크셔주 레딩의 로열 버크셔 병원에서 태어났고, 1982년 6월 20일 브래드필드 칼리지에서 유아 세례를 받았다.:32 예전에 항공 승무원 일을 했었던 어머니 캐롤과 영국 항공에서 운항 관제사 일을 하고 있었던 아버지 마이클 미들턴에게는 1남 2녀가 있었는데, 캐서린이 첫째였다. 캐서린 아래로 여동생 피파와 남동생 제임스 미들턴이 있었다.
아버지 마이클의 조상은 웨스트 요크셔 리즈 출신이며, 마이클의 할머니 올리브는 당시 리즈의 상업과 지방 정치계에서 활발히 활동했던 럽턴 패밀리의 일원이였다. 어머니 캐롤의 본명은 캐롤 엘리자베스 골드스미스로, 캐롤의 어머니 쪽은 선덜랜드와 더럼 주에서 광부와 노동을 하던 노동 계급이였다.
캐서린의 부모는 1980년 6월 21일 버킹엄셔 주 도니 마을의 사목구 성당에서 결혼했다. 부부는 1984년 5월부터 1986년 9월까지 영국 항공의 요르단 암만 지사에서 일했고, 버크셔로 돌아가기 전 캐서린은 영어 유치원을 다니게 했다. 1987년 부부는 파티 용품과 장식 등을 파는 우편 주문 판매 회사 파티 피스를 설립했다.
요르단에서 돌아온 후, 캐서린은 고향과 가까운 세인트앤드루스 스쿨에 등록했다. 다운 하우스 스쿨에 잠시 다니기도 했다. 이후 윌트셔 주에 있는 남녀 공학 사립 학교 말버러 대학교에 입학했다. 그리고 2005년 세인트앤드루스 대학교에서 미술사 전공으로 졸업하여, 문학 석사 학위를 취득했다.
캐서린의 부모가 세운 기업 파티 피스는 현재 3,000만 파운드로 추정되는 가치가 있는 유한 회사이다. 가족들은 캐서린의 약혼 이후, 가정이 언론에 시달리게 된 것에 대해 불만을 나타내기도 했다.

## 경력
2006년 11월 캐서린은 의류 체인점 직소에서 액세서리 매입 보조원으로 아르바이트를 했다. 또한, 2011년 1월까지 부모님의 기업인 파티 피스에서 카탈로그 사진, 웹 페이지 디자이너, 마케팅 담당자로 일했다.  기념일이면 캐서린은 그녀가 직접 찍은 사진을 공개하는데 그녀의 미적 감각이 매우 뛰어나다는게 네티즌들의 평이다. 캐서린은 석사 학위가 있음에도 직업을 갖지 않았는데, 윌리엄과 헤어지면서 윌리엄의 후광을 이용한다는 인상을 줄 지 모른다는 생각 때문이었다고 한다. 그래서 윌리엄만 기다리며 있었는데, 이 때문에 언론에서는 기다리는 케이티라는 별명을 붙여줬다.

## 윌리엄 왕자와의 관계

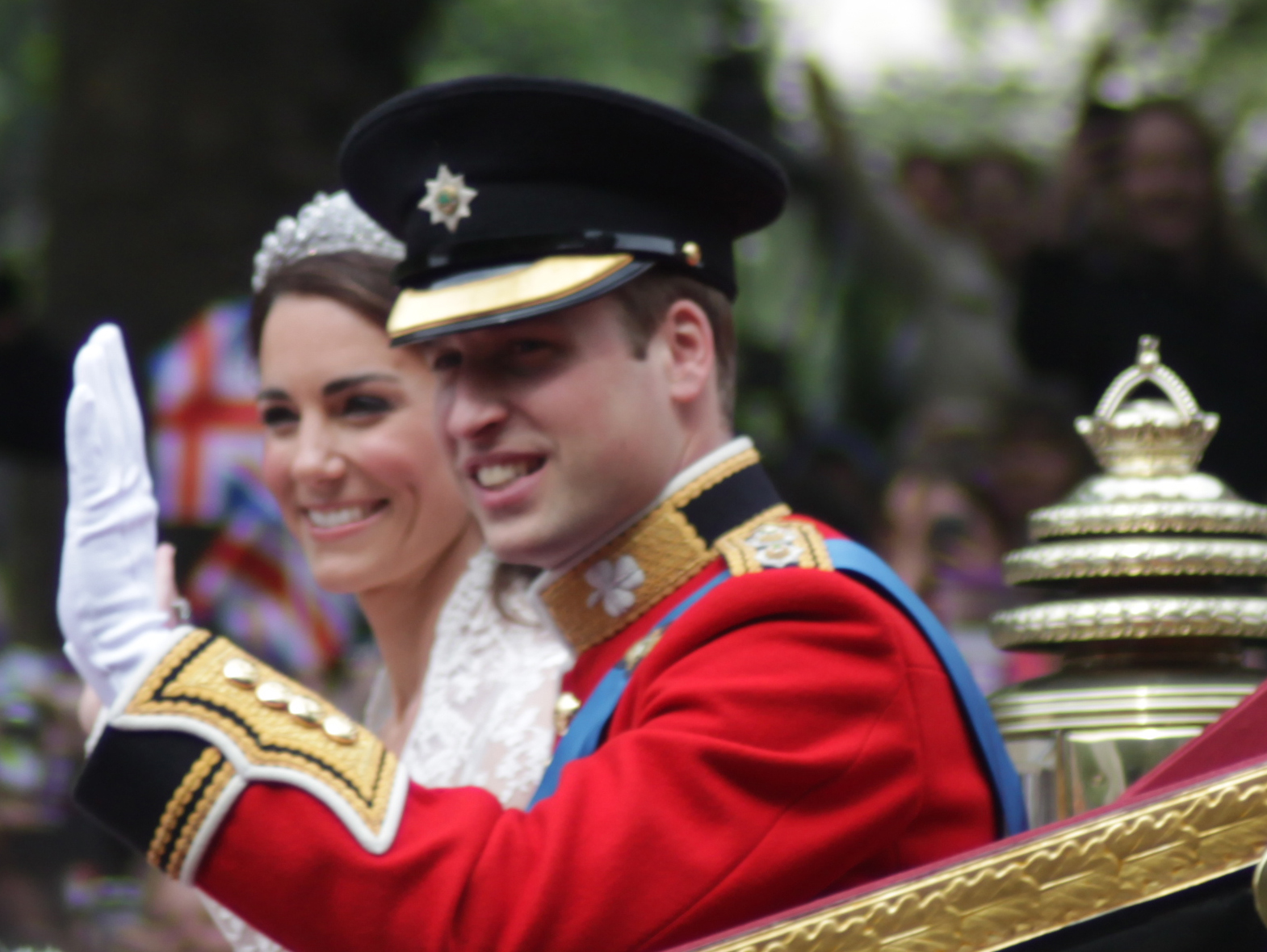
결혼식에서 마차 행진 중인 윌리엄과 캐서린

캐서린과 윌리엄은 2001년 세인트앤드루스대학교에서 처음 만났다. 정확히 확인되지는 않았지만, 2002년 초부터 연인 관계가 되어 데이트를 하기 시작했다. 언론에 윌리엄과의 관계가 알려지면서 캐서린은 언론에 시달려야 했는데, 2005년 10월 변호사를 통해 불만을 호소했다. 2006년 2월에는 왕족과 외교 안보국으로부터 24시간 신변 보호를 보장받을 것이라고 발표했다. 많은 사람들은 캐서린이 이 보호를 받음으로써 윌리엄 왕자와 곧 약혼을 할 것이라고 예상했다.
찰스 왕세자와 윌리엄 왕세손은 캐서린의 변호사를 지원해 주고, 언론에 경고를 했다. 이로 인해 신문사 뉴스 인터내셔널과 출판사 타임스, 더 선, 가디언은 파파라치 출판을 자제하겠다고 발표했다. 2006년 12월 15일에는 윌리엄이 속한 샌드허스트 육군사관학교의 패싱 아웃 퍼레이드를 보기 위해서, 공식 왕실 게스트로서 행사에 참석했다.
2008년 5월 17일에 캐서린은 윌리엄 왕세손의 사촌 피터 필립스와 어텀 켈리의 결혼식에 참석했지만, 윌리엄 왕세손은 참석하지 않았다. 같은 해인 7월 19일에는 레이디 로즈 윈저의 결혼식에 하객으로 참석했다. 당시 윌리엄 왕세손은 카리브 해 군사 작전으로 인해 HMS 아이언 듀크에 탑승하고 있었기 때문에 떨어져 있었다.
2010년 캐서린은 2009년 크리스마스 이브에 사생활 사진을 찍은 작가 니라즈 타나를 고소했고, 5000파운드의 배상금과 사과를 받아냈다.

### 약혼과 결혼식
윌리엄 왕세손과 캐서린은 2011년 4월 29일 다이애나 비의 장례식을 행했던 웨스트민스터 사원에서 결혼식을 올렸다. 결혼식 당일 영국은 임시 공휴일로 지정했고, 1,900명의 하객들이 참석했다. 당시 결혼식 생중계로 영국에서만 2,600만 명이 넘는 사람들이 시청했고, 세계적으로는 20억 명이 넘는 사람들이 시청했다.

### 임신과 출산
2012년 12월 3일 첫 아이를 임신했다고 발표했고, 2013년 7월 22일 오후 4시 24분에 3.79kg의 아들, 케임브리지 공자 조지를 낳았다.
2014년 9월 8일, 캐서린이 윌리엄 왕세손과의 사이에서 둘째 아이를 임신했다고 발표되었으며,
2015년 5월 2일, 캐서린은 샬럿 공주를 출산하였다.
2017년 9월 4일 캐서린과 윌리엄 왕세손은 셋째 아이를 임신했다고 발표했다. 그로부터 7개월 후 2018년 4월 23일 세인트 메리 병원에서 루이 아서 찰스 왕자를 출산했다.

## 대중 문화

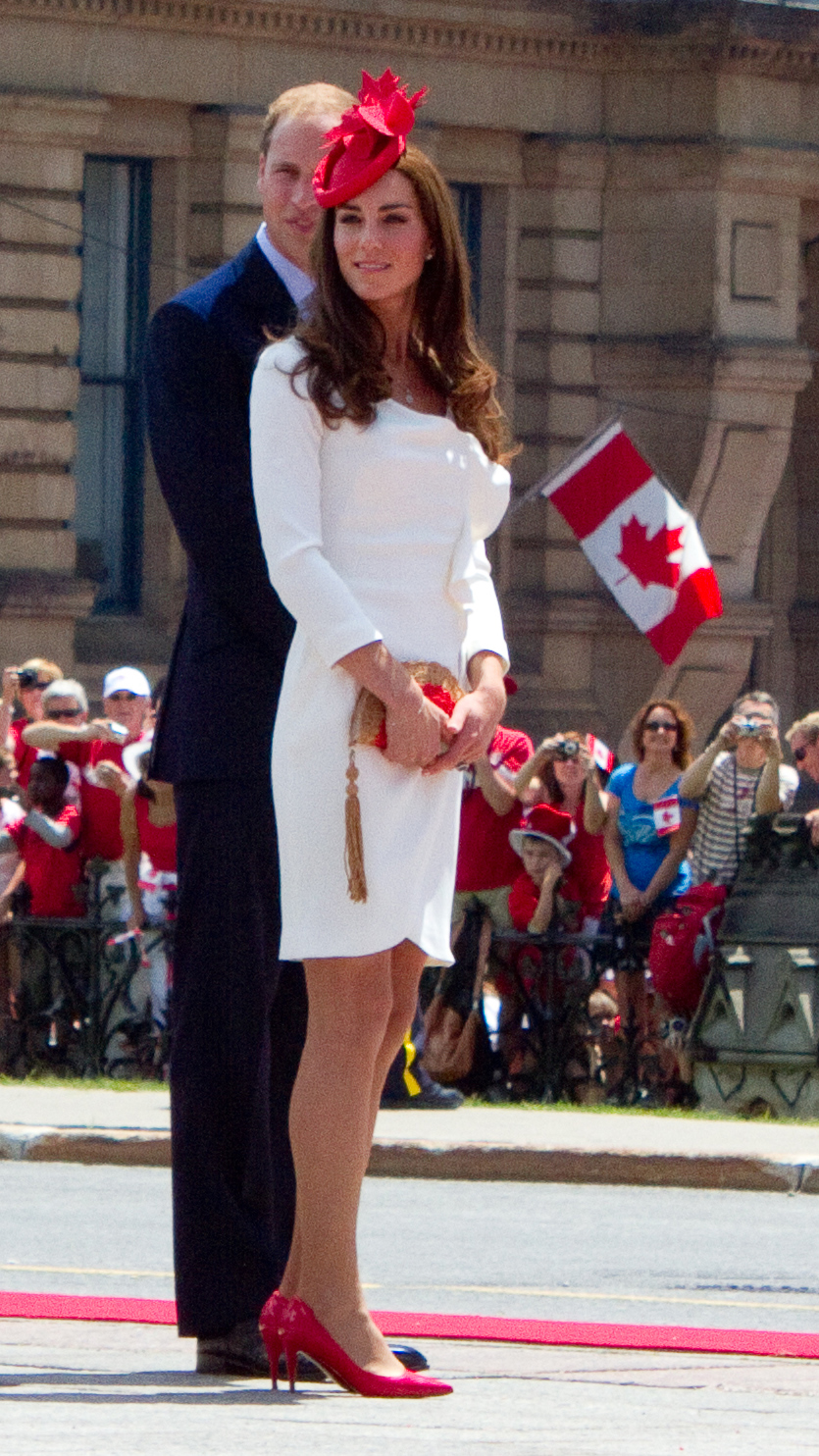
2011년 부부의 첫 로열 투어 중 캐나다 오타와에서 윌리엄 왕자와 캐서린

윌리엄 왕세손과 캐서린의 결혼에 대한 국제적 관심에 따라, 2011년 4월 18일 미국 라이프타임 채널에서 TV 영화 윌리엄&케이트를 방영했다. 이 영화는 2011년 4월 24일 영국에서도 개봉했다. 영화에서 캐서린 역은 커밀라 러딩턴이, 윌리엄 역은 니코 에버스스윈델이 맡았다. 이후 윌리엄&케이트와 비슷하게 꾸며진 두 번째 TV 영화 윌리엄&케이트: 왕실 로맨스가 개봉되었다. 이 영화에서 캐서린 역은 앨리스 세인트클레어가 맡아 출연했다.

### 이미지 및 스타일
캐서린의 패션은 비싼 명품만 입기보다는 명품과 대중적인 브랜드를 조화롭게 입는다는 점에서 많은 관심을 받고 있다. 특히 알렉산더 맥퀸, 제니 팩햄, 뷸러 런던, 앨리스 템펄리, 캐서린 워커와 같은 영국 디자이너들의 의상을 주로 입는다. 또한 일상에서는 스미스, 레이스와 같은 영국 기성복 브랜드를 자주 입는다. 이 때문에 각종 베스트 드레서 목록 순위에 포함된다.
캐서린은 데일리 텔레그래프에서 선정한 2006년 스타일 위너 및 루저 목록에서 가장 유망한 신인으로 뽑혔으며, 태틀러에서는 2007년 스타일 아이콘 10인 중 8위에 캐서린을 선정했다. 피플의 2007년과 2010년 베스트 드레서 목록에도 선정되었고, 또한 리처드 블랙웰이 선정한 2007년 놀라운 패션 인디팬던티 중 한 명으로 선정되었다. 2008년 Style.com은 6월의 뷰티 아이콘으로 캐서린을 선정했다. 2008년 7월에는 배니티 페어의 세계 베스트 드레서 목록에 포함되었다. 이후 배니티 페어가 선정하는 베스트 드레서 순위에서 2010년부터 2012년까지 3년 연속 1위에 올라 표지 모델을 했다. 2011년 2월, 캐서린은 글로벌 랭귀지 모니터사(GLM)가 선정한 2011년 최고의 패션 버즈워드로 이름을 올렸다.

## 칭호
- 1982년 1월 9일 ~ 2011년 4월 29일 : 캐서린 미들턴 양 (Miss Catherine Middleton)
- 2011년 4월 29일 ~ 2022년 9월 8일 : 케임브리지 공작부인 전하 (Her Royal Highness The Duchess of Cambridge)
  - 스코틀랜드에서는 스트래선 백작부인 전하 (Her Royal Highness The Countess of Strathearn)
  - 북아일랜드에서는 캐릭퍼거스 남작부인 전하 (Lady Carrickfergus)
- 2022년 9월 8일 ~ 2022년 9월 9일 : 콘월과 케임브리지 공작부인 전하 (Her Royal Highness The Duchess of Cornwall and Cambridge)
  - 2022년 9월 8일 ~ 현재 : 스코틀랜드에서는 로스시 공작부인 전하 (Her Royal Highness The Duchess of Rothesay)
- 2022년 9월 9일 ~ 현재 : 웨일스 공비 전하 (Her Royal Highness The Princess of Wales)